# 八代城
八代城（やつしろじょう）は、熊本県八代市（旧 肥後国八代郡）にあった日本の城。江戸時代初期に球磨川河口の松江に幕府の許可を得て建築されたことから松江城（現八代城趾）とも言う。
熊本県史跡であったが、同じく八代城とも呼ばれた南北朝時代の古麓城と安土桃山時代の麦島城の三つの城跡を併せて、平成26年（2014年）に「八代城跡群（やつしろしろあとぐん）」との名称で一括して国の史跡に指定された。
2017年（平成29年）4月6日、続日本100名城（190番）に選定された。

## 前史
八代地方には中世以後大小多数の城塞が築かれたが、松江城以前に存在した古麓城と麦島城も八代城と呼ばれてきた。これらは同時期には存在しておらず、三つの城はそれぞれ築城地の具体的な地名を名前の由来にしており、松江にあった城を松江城、古麓にあった城を古麓城、麦島にあった城を麦島城と呼んでいる。

### 古麓城
古麓城（ふるふもとじょう）は、八代市古麓町の東側の山岳にあった南北朝時代から戦国時代にかけて築かれた城塞群で、南朝方の重要拠点であった。八代には一時、征西府、高田御所（こうだごしょ）が置かれ、その名残りとして懐良親王御墓がある。中世で八代城といえばこの古麓城をさした。城塞は7つの山城であり、名和氏が築いた五城と、相良氏が築いた二城に分かれる。戦国大名相良義滋の居城であった鷹峯城も後者の一つ。貿易港徳淵津 (徳渕津)の発展もこの頃のことである。相良氏はその後島津氏に屈し、さらに島津氏は豊臣秀吉の九州征伐を受けた。その後に肥後国を領した佐々成政は、肥後国人一揆を引き起こした責により翌年改易・賜死となるが、球磨郡を除く肥後国は加藤清正と小西行長が半国ずつを領することになり、この時に古麓城は廃城となった。

### 麦島城
宇土城主となって古麓城を廃した小西行長は、家臣の小西行重に命じて球磨川の三角州に総石垣造りの麦島城を築城させた。麦島の地は北西側が大きな入江となっており、後に開削された前川によって中洲となった。平城の中でも水城（みずじろ）と呼ばれる水運・水利を最大限に活用した特異な城で、船で直接海からも出入りできたと考えられている。豊臣秀吉の直轄地とされ貿易港徳渕津が近くにあって、海上交通の要所であった。天正20年（1592年）6月、文禄の役の間隙を縫って梅北一揆が麦島城に攻め寄せたが撃退している。慶長5年（1600年）、関ヶ原の戦いに敗れた行長が刑死し、小西家は改易となった。球磨郡・天草郡を除く肥後52万石を与えられた熊本城主加藤清正は、重臣加藤正方（片岡正方）を城代として麦島城に入れた。元和の一国一城令によって熊本藩内の南関城・内牧城・佐敷城などが取り壊されても、麦島城は例外的に存続が認められていたが、元和5年（1619年）の大地震のために倒壊し廃城となった。

## 松江城

### 歴史

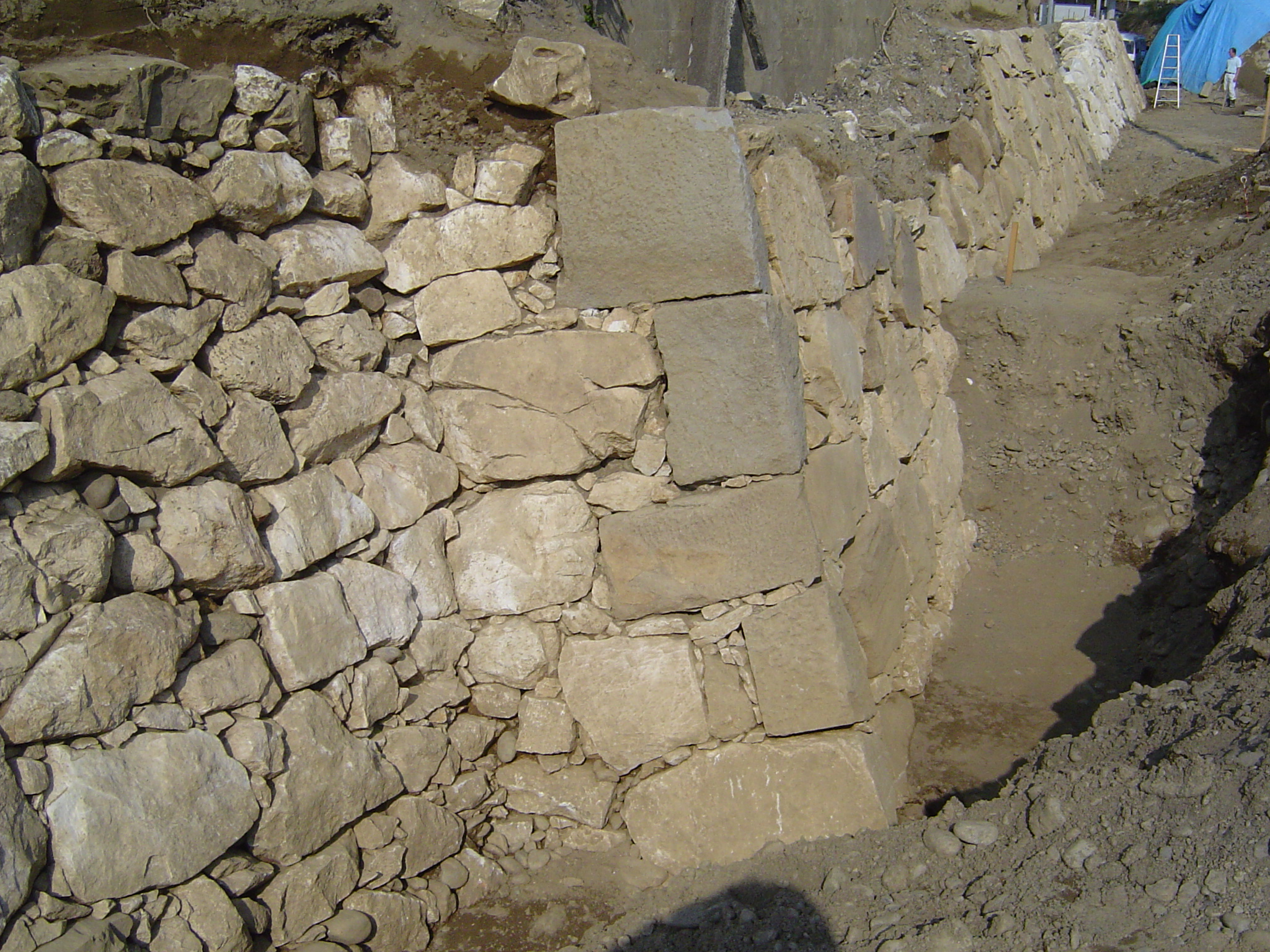
発掘調査された八代城の総構えの石垣

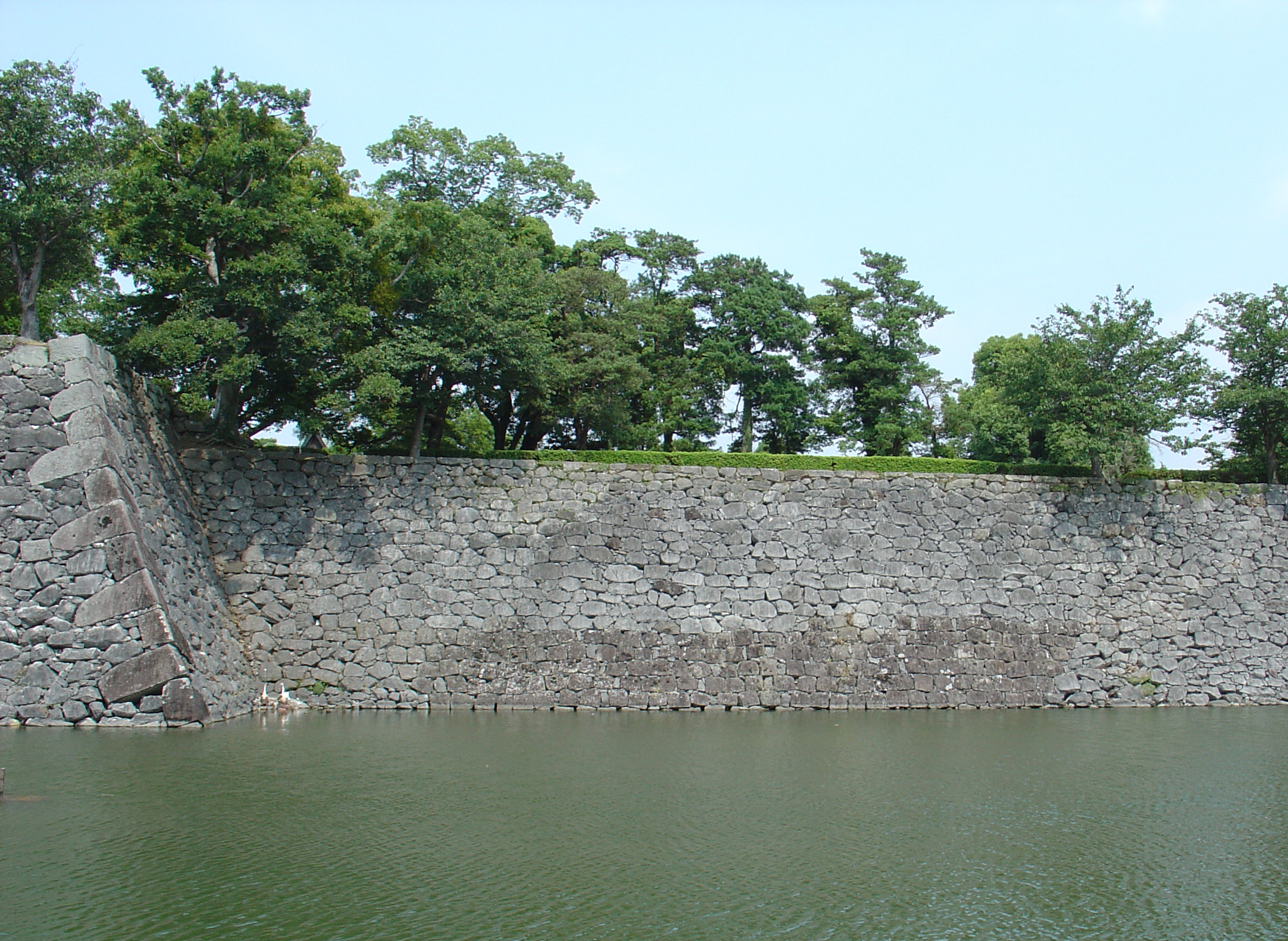
月見櫓跡石垣の江戸時代における修復部分

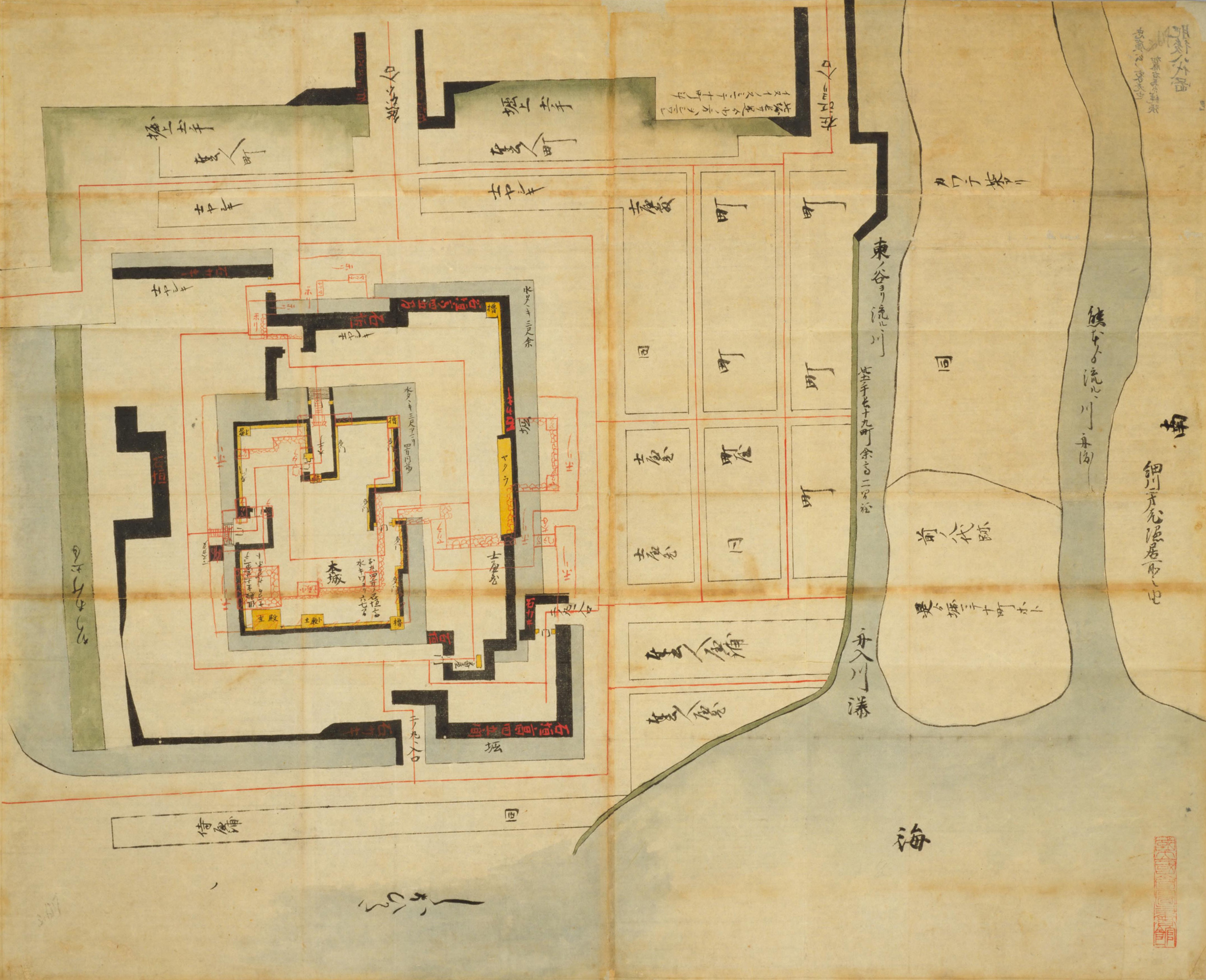
肥後八代図 （江戸中期－末期, 右側が南）　かなり不正確な地図で、朱色で訂正されているように描かれた城の輪郭は実際の形状とは全く異なる。

麦島城の倒壊後、清正の次男で第2代藩主加藤忠広は、元和6年（1620年）に江戸幕府の許可を得ると、松江村の南、球磨川（前川）の徳淵（徳渕）の北岸に、加藤正方に命じて新たな城を築かせることにした。地名からこの城は当時は松江城とも徳淵城ともいったが、現在は後者の地名がなくなっていることから、松江城の呼び方の方がより知られている。麦島城は加藤氏への備えの意図もあって三角州に建てられたが、すでにその必要がなく、南、東側からの攻撃を意図して、球磨川の北岸の平野部に建てられることになった。同時に球磨川の洪水から城下町を守るため、旧来あった萩原堤に大工事を施して大幅に拡張している。
城は元和8年（1622年）に竣工した。麦島城時代に認められた一国二城体制は継続されたことは、一国一城令（1615年）の中では全国的にも異例のことであった。熊本藩内に2つの城（熊本城、八代城）の存在が許された理由は、南の大藩・薩摩藩および隣藩・人吉藩への備えとしてというのが通説であるが、島原の乱の舞台となった天草のキリシタン弾圧の備えまたは小西時代に増えた領内のキリシタンへの備えとしてだとか、またこの時期にしばしば現れた異国船への備えとしてだとか、あるいは秀吉恩顧である加藤藩の財政を逼迫させるためだとか、その他に諸説もある。いずれにしろ幕府が特例を認めなければ現在の八代城は存在しなかった。
寛永9年（1632年）6月に忠広が理由不明のまま改易されて出羽国丸岡に流されると、正方も城を退去して京都本国寺に隠棲した。この時、城は戸数2,100余人口約1万人で、13年経てもまだ松江城の北西の外郭（北の丸と三の丸の城壁の一部）は未完成のままであった。また本丸以外の区画には多くの手抜きがあり、城壁に蔀櫓（しとみやぐら）や茀櫓（かざしやぐら）はほとんどみれず、城壁の代わりに土壁で代用した箇所も多かった。防備には明らかな欠陥があり、築城が不徹底であったのは、太平の世を騒がせぬために意図的に放置したものであろう。防御に適した理想的な立地でありながらも松江城は一度も戦闘に用いられていない。
同年10月、豊前小倉藩37万石の藩主だった細川忠利が肥後熊本藩54万石（鶴崎2万石を含む）へ移封され、12月に熊本城に入城した。忠利の父細川忠興（三斎）は幕府の内命を受けて八代城に入り、北の丸を隠居所として、四男の立孝を本丸に住まわせた。いずれ自分の隠居料9万5千石を継がせて立藩させることを望んでいたようだが、寛永18年（1641年)に忠利が亡くなり、正保2年（1645年)閏5月に相次いで立孝も若くして没し、二人の子に先立たれた忠興も同年12月に死去した。
正保3年（1646年）、2代藩主光尚は、島原の乱においても活躍し、将軍徳川家光直臣の身分も持つ筆頭家老松井興長を八代3万石に移封して八代城城主とし、立孝の子・宮松（細川行孝）には宇土郡・益城郡内に3万石を与えて宇土支藩とした。以後明治3年（1870年）の廃城まで松江城（八代城）は代々松井氏が居城とする。慶安2年（1650年）12月、光尚は亡くなるが、興長は明暦元年（1655年）に予てより進めていた松江村の西の干拓で土地を広げ、新地に松隈村(後の坂本村)からの移住民からなる松崎村（現松崎町）を造った。干拓事業は以後も歴代城主によって続けられ、現在の八代市を形作る上で大きな影響を与えることになる。
寛文12年（1672年）2月、落雷により大小の天守・楼・櫓・家屋を焼失した。翌年7月、3代藩主綱利は幕府の許しをえて城を修復したが、この時、第一天守（大天守）は再建されなかったので、北東隅の三層櫓が一番高い建物となった。宝暦5年（1755年）7月に大洪水があり、球磨川が氾濫して萩原堤防が決壊し、城下で大勢が溺死した。加藤正方が築いた堤防の修復の方法が分からずに藩が困っていたところ、藩士稲津弥右衛門（頼勝）が志願し、7日間の工事で2km余の堤防を見事に復旧してみせた。同年に熊本で藩主細川重賢によって時習館が開かれると、宝暦6年（1756年）、城主の子栄之によって八代城の二の丸に伝習堂が開かれた。寛政9年（1797年）10月、火災により本丸大書院・二階月見櫓等を焼失。翌年幕府の許可を得て大書院は再建されるが、小天守・櫓は再建されなかった。この時点で八代城は天守や櫓もほとんどない城となったので、図面はあるものの、天守の写真などは残っていない。
幕末期、城主章之は欧米の火砲の技術に驚き、軍事技術の研究に勤しみ、西洋式の大砲・小銃を導入した。八代城に大砲164門・小銃1,900を備え、嘉永4年（1851年）には北の丸に兵器廠を設けて武器・弾薬を貯蔵した。
明治2年（1869年）の版籍奉還で最後の城主盈之は封土を政府に返還した。政府は代わり盈之を熊本藩大参事に任じて俸金を与えた。翌年、盈之はこの任を辞して八代城を退去し、熊本に移った。廃城令後、建物は大書院を除き、全て取り壊された。石垣も順次取り崩されたり、埋められたりした。
明治10年（1877年）の西南の役の際には八代の士族の中には西郷軍に参加した者も多かったが、松井氏の旧臣370名が集まり大番頭山本勝盛を隊長として結成した八代正義隊は郷土の治安維持を目的としてこれに組せず、3月19日に官軍軍艦が日奈久港に入ると官軍を八代に迎えてこれと合流した。薩摩から増援（必死隊）を連れて戻った辺見十郎太・別府晋介・宮崎八郎は、田原坂から後退中の本隊と合流するために球磨川上流から八代に侵入し、4月6日より交戦。しかし撃退されて高田に退いた。13日再び北岸に渡って接近し、旧城趾である古麓山を占拠してそこから宮地へと進んだが、17日に官軍の反撃があって宮崎八郎が戦死するなど敗北を喫した。結局、城下に侵入することすらできず、八代・宇土を制圧する官軍の前に西郷軍は平野部を移動できなかったので、矢部・五木村の山中を難行軍するしかなかった。戦後、八代正義隊の活躍を賞して旧藩主の子敏之は特別に正六位に叙されている。

### 構造

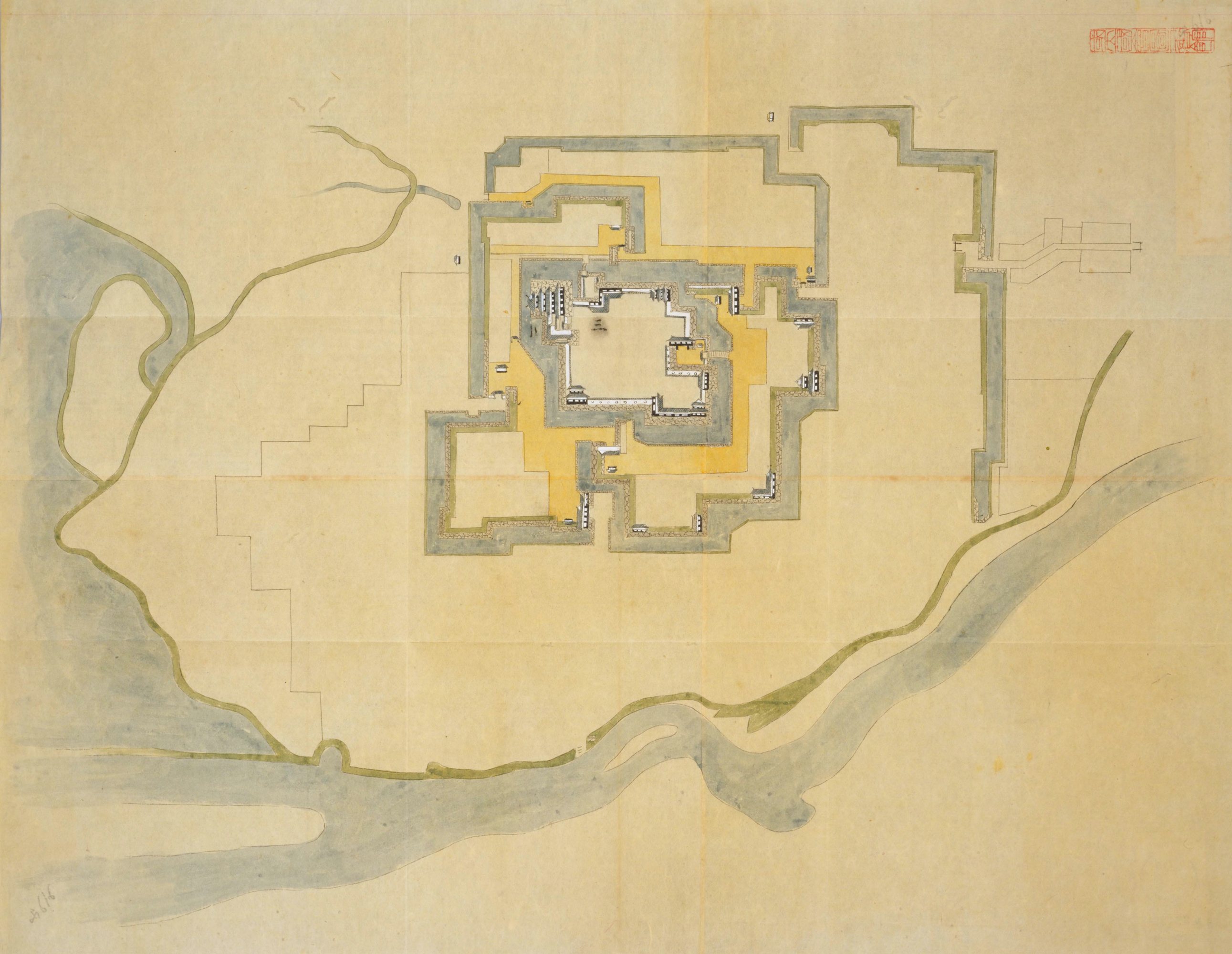
肥後国八代城 （江戸中期－末期, 上側が北）　天守閣が描かれている中央の区画が本丸で、北西端に五層の大天守、脇に小天守、南西端が月見二層櫓、南東端に宝形一層櫓、その上にあるのが磨櫓。北東にあるのは三層櫓である。搦手口にあるものが九間櫓と唐人櫓であろう。本丸の外、南東の細長い区画が二の丸（現在は駐車場）、南西の大きな四角が三の丸（現在は市街地）である。三の丸の北の細長い区画が北の丸（現在松井神社がある場所）、そのさらに北の独立した区画が出丸である。町ごと取り囲むように総構えがあり、下に描かれているのは前川であるが、これも外堀の役割を果たした。

松江城（八代城）は輪郭式の平城で、本丸を中心に、南東に二の丸、南西に三の丸、北西に北の丸、北に出丸が、非対称（渦巻き状）に配置され、それぞれ水堀で区切られる。城の正面は東側（ただし、大手門は南側にある）で、南の前川と出丸の堀とを結ぶ外堀が東側にだけあり、どんど口（北）、松江口（東）、枡形口（南東）の三つの入口があって、堀と郭の間には整然と区画整備された城下の町並みがあった。外郭と併せて、五郭と堀で城を二重に囲むという構造である。現在、八代市の西側は平地が広がっているが、築城時は干拓前で、不知火海の海岸線ももっと近くにあり、一面干潟であった。日置川（現・水無川）が北の境で外郭の一助になっているが、北西・西方面には特に防御構築物はない。南側は萩原堤と前川が備えとなっているが、北側と東側の外郭には外堀があるだけで、ほとんどの箇所は土塁しかなかった。
松江の天守は加藤正方の渾身の作であり、築城時は本丸の北西隅に4層5階の大天守（高さ11メートル）がそびえ、2層3階の小天守（高さ9.7メートル）と渡櫓で連結していた。忠興が詠んだように大天守は小城に似合わぬ荘厳さであったが、落雷によって焼失し、以後一度も復元されていない。大天守が早くに無くなったので、江戸時代の『八代城郭絵図』ではすでに四角の区画だけが残る姿で描かれている。現在も石垣だけであるが、北西の長方形の大天守台とそれに隣接する小天守台は、立派で美しい勾配の石垣から比較的判別しやすい。本丸の南西隅に二層の月見櫓があり、南東隅の一角は少し張り出した大枡形になっていて、舞台脇櫓・三十間櫓（外様櫓）・宝形櫓が並んでいた。宝形櫓の二階は仏殿であったという。現在、相撲場がある場所には能舞台があった。御門を通ったら正面に見える北東隅にあった三層櫓は大天守なき後は最も高い建物であった。本丸の石垣（の一部）には石灰岩が用いられ、その色から別名「白鷺城（しらさぎじょう）」、「白石城」とも呼ばれた。堀には泳いで渡れないように棘がある鬼蓮が植えられていて、現在もそれは見られる。本丸の中央には本丸御殿、大書院があり、これは学校としても使用され、後に移築されたが、昭和61年（1986年）2月、移築保存中に焼失してしまった。
本丸東口を本門（表枡形門）とし、二の丸と結ぶ欄干橋が架けられていて、渡るとすぐに高麗門があり、左手にそびえるのが磨櫓で、そこから少し進み、直角に曲がると北面して頬当御門（頬当門）があり、侵入者が直進できない構造となっている。本丸北口は「埋門」と言い、九間櫓と唐人櫓に挟まれた低い通路を通って裏桝形門（廊下橋門）に至る。これは北の丸とを結ぶ搦手口で、廊下橋が架けられていた。現在、本丸南側に二の丸と三の丸を結ぶ「二の門」の近くに、八代宮（征西将軍懐良親王・良成親王を祀る）に入る車道（神道）があるが、あの橋も南口ももともとはなかった。南側からの入口は、明治時代に本丸内に創建された八代宮の参道として月見櫓と舞台脇櫓の間の石垣を取り壊して造られたものである。
二の丸には、会所、首席家老屋敷、馬屋、伝習堂があった。二の丸の北口が出丸に通じ、出丸の北東端に東大手門（畳櫓門）があった。二の丸と三の丸は「二の門」で区切られる。三の丸は大手郭とも言い、米蔵や家老の角田家・井上家の屋敷があった。三の丸の南口が大手門で西口が三本松門で北口は黒門と云い、北の丸に通じた。北の丸は細長い区画で北小路郭とも言い、最初は細川忠興の隠居屋敷で後には城主邸となり、周囲にその一族の屋敷、庭園などがあった。北の丸にも南門があって二重の構造となっているが、北の丸の城壁は未完成で、一部は土塁となっていた。出丸は侍屋敷小路で、中級以上の藩士の屋敷が並んでいた。出丸の西口は塩屋口門といった。出丸の周囲も石垣は一部であり、外郭を覆うべき城壁は存在せず、北側と東側も堀だけがあった。昭和10年（1935年）頃に区画整理のため、二の丸・三の丸・出丸の石垣を取り壊し、これを取り囲む外堀も埋め立てられた。

## 現存建物
現在は水堀に囲まれた本丸の区画だけは比較的よく残っているが、その他の区画はほとんどは市街地になって面影があまり残っていない。本丸も石垣はあるものの地上の建物は明治期に完全に取り壊された。当時、文化財を保存する意識が低く、内城の城壁までセメント工場に売り払われたほど廃城は徹底しており、遺構は地表面に残っていない。ただし、加藤忠正（忠広の兄）菩提所の泉福山本成寺には、本丸の高麗門が移築され、松井氏の菩提寺春光寺には三の丸の永御蔵御門が移築されて現存する。本丸大書院は一度焼けているが、再建後、八代宮を建設するときに移築され、前述のように再度焼失した。
本丸と堀外の北の丸の一部は公園として整備されている。城主松井直之が母崇芳院尼のために造らせた御茶屋である松浜軒は国の名勝として現存する。松井神社の庭園は、加藤正方が造らせたもので、忠興が自ら植えた臥竜梅もある。道の反対側の廊下橋門内には西山宗因の句碑があり、宗因が正方の家臣であったという縁で、昭和40年に建設されたものである。
また、城総構えの石垣の一部は現在も堤防下の地中には保存されており、平成に入って一部本発掘調査が行われ、その姿を現した。この時発見された石垣隅角部の一部が八代市立博物館にモニュメントとして復元されている。北の丸、二ノ丸においても発掘調査が行われ、北の丸では数寄屋と考えられる建物跡、二ノ丸では内堀に面した石垣が発見された。

## 城主一覧（城代家老）
松井興長以後は熊本細川藩の筆頭家老である松井氏が城代を世襲した。
| 1. 加藤正方 2. 細川忠興、細川立孝（忠興四男） 3. 松井興長（長岡興長） 4. 松井寄之（長岡寄之、興長の養子・忠興六男） | 1. 松井直之（長岡直之） 2. 松井寿之（長岡壽之） 3. 松井豊之（長岡豊之） 4. 松井栄之（長岡榮之） | 1. 松井徴之（長岡徴之） 2. 松井督之（長岡督之） 3. 松井章之（長岡章之、督之の甥） 4. 松井盈之（長岡帯刀） |

## 関連文書
書籍
- 『八代市史』第4巻 八代市教育委員会、蓑田田鶴男、1972年
- 『よみがえる日本の城12 熊本城 八代城 人吉城 麦島城 他』学習研究社、2003年
- 『八代城』八代市立博物館未来の森ミュージアム編、  八代市立博物館未来の森ミュージアム、2004年
- 『中世・戦国・江戸の城』新人物往来社、2004年
- 『【決定版】図説 よみがえる名城 白亜の巨郭 徳川の城』学習研究社、2006年
- 『【決定版】図説「城と陣屋」総覧 東国編・西国編』三浦正幸 編、学習研究社、2006年
- 『定本 熊本城』富田紘一 編、郷土出版社、2008年
- 『歴史読本』2008年5月号「織田・豊臣の城を歩く」新人物往来社、2008年

論文・報告書等
- 『八代城跡 石垣修復工事報告書 第三回』八代市教育委員会、1981年
- 『八代城跡 石垣修復工事に伴う発掘調査・工事報告書 第四回』八代市教育委員会、1982年
- 『熊本史学』83・84号「肥後における織豊系城郭研究の課題 -近年の城跡調査と麦島城の調査から-」山内淳司 著、熊本大学、2004年
- 『古麓城跡・麦島城跡・八代城跡』（八代市文化財調査報告書第29集）山内淳司 編、八代市教育委員会、2006年
- 『中世八代城・織豊期八代城・近世八代城について -発掘調査を中心に』山内淳司 著、熊本中世史研究会、2008年
- 『八代城跡ー八代市指定史跡永御蔵跡ー』九州文化財研究所編、八代市文化財保護委員会永御蔵発掘調査団、2014年
- 『国史跡「八代城跡群　古麓城跡　麦島城跡　八代城跡」八代城跡保存修復報告書』八代市経済文化交流部文化振興課編、八代市、2018年
- 『史跡『八代城跡群　古麓城跡　麦島城跡　八代城跡』・名勝『旧熊本藩八代城主浜御茶屋(松浜軒)庭園』保存活用計画』八代市経済文化交流部文化振興課編、 八代市、2018年
- 『八代城跡　建設工事に伴う埋蔵文化財発掘調査』有明測量開発社編、大英産業株式会社、2019年
- 『八代城跡二の丸 1　平成28年熊本地震で被災した八代市役所本庁舎の建替えに伴う埋蔵文化財発掘調査』八代市経済文化交流部文化振興課編、八代市教育委員会、2020年
- 『麦島城跡　八代更生病院病棟建設に伴う埋蔵文化財発掘調査』九州文化財研究所八代営業所編、山田会八代更生病院、2020年

## 交通アクセス
- JR九州鹿児島本線八代駅からまちバス・みなバス・ゆめバスなどに乗車し「八代宮前」下車すぐ。
- 同新八代駅からみなバスに乗車し「八代宮前」下車すぐ。
- 九州自動車道八代インターチェンジから5.5㎞。